# Peptococcaceae
As Peptococcaceae são uma família de bactérias na ordem Clostridia.